# Свети Димитър (Локвица)
Вижте пояснителната страница за други значения на Свети Димитър.
„Свети Димитър“ (на македонска литературна норма: „Свети Димитар“) е възрожденска църква в поречкото село Локвица, Северна Македония. Църквата е част от Бродското архиерейско наместничество на Дебърско-Кичевската епархия на Македонската православна църква – Охридска архиепископия.
Църквата е изградена в 1872 година. Изписана е от мияшки дебърски майстори от Гари и Лазарополе. В нея работи Стойче Станков.